# Heart Sharing
Heart Sharing（ハート・シェアリング）は、2000年代後半にTOKYO FMで日曜朝に放送されていた番組である。
パーソナリティは八代英輝と当時TOKYO FMアナウンサーだった藤丸由華。2008年4月時点での放送時間は日曜6:00～7:00。同年3月までは8:00まで放送されていた。

## 番組内容
「“ヒューマン・コンシャス” ―命を愛し、つながる心―」「“アース・コンシャス” ―地球を愛し、感じる心―」。TOKYO FM2つのステーション・キャンペーンを軸に豊かな週末へのお手伝いをする番組。

## Timetable(2008.4～)
- 6:00　オープニング
- 6:10　藤丸由華のまるっとニュース
- 6:22　岩合通信
- 6:30　今日これから楽しめるスポットをチェック”キョウ・コレ”
- 6:42　快楽のコンシェルジュ
- 6:46　Jump and Go! Happy Jogging life
- 6:55　TOKYO FM トラフィックリポート・鉄道情報
- 6:57　エンディング